# Melania Lenoir
Melania Lenoir (Buenos Aires, 15 de octubre de 1982) es actriz, cantante, bailarina y directora de teatro.

## Biografía
Melania Lenoir es una actriz, cantante y bailarina que recibió el Premio Konex 2021 como una de las artistas más destacadas del teatro de la última década en Argentina. Estudió Licenciatura en Artes Dramáticas y en Composición Coreográfica con mención en Comedia Musical, ambas carreras en el Instituto Universitario Nacional del Arte. La temporada 2024 Melania dirigió AVENIDA Q, el clásico musical de Broadway, cuya versión argentina de 2010 Melania había protagonizado interpretando a Kate/Lucy, y que llegó a Buenos Aires en una nueva versión al teatro Maipo de la mano de Franca's Producciones y protagoniza en Madrid "Come From Away", producida por TSC España.   
Ha participado en diferentes proyectos teatrales, musicales y eventos a nivel nacional e internacional. Lleva casi 20 años en la escena porteña en teatro comercial y espectáculos de primer nivel, habiendo realizado previamente innumerables obras de carácter independiente. Realizó televisión y cine (local e internacional). Por su gran trayectoria en trabajo recibió importantes distinciones como las nominaciones a los PREMIOS ACE (en 2019 por Judy en El Curioso Incidente del Perro a medianoche y 2022 por Come From Away), y recibiendo 5 nominaciones en el último año a Mejor Dirección, Mejor Actriz, Mejor Escenografía, Mejor Vestuario y Mejor Iluminación año por la obra CONSENTIMIENTO. 
Habla inglés, lo que le ha permitido formar parte de producciones internacionales de cine como FOCUS, con Will Smith, y COLONIA, con Emma Watson.
Su carrera en teatro comercial comenzó en 2008 la versión argentina de Rent, "Hedwig and The Angry Inch" (2009); "Los últimos cinco años" y "Avenida Q" (2010). En 2010 fue una de las figuras del musical Chicago, en el teatro Lola Membrives, interpretando a Velma Kelly.
En 2014 fue nominada a los Premios Hugo, Premios ACE y Premios Florencio Sánchez por su papel de la vieja maleducada en la obra Forever Young, que cosechó un gran éxito en Buenos Aires, continuó en cartel durante 3 temporadas e incluyó una gira por Argentina. La obra regresó al teatro Picadero de Buenos Aires en abril de 2019 en una cuarta temporada.
Su personaje de la princesa Fiona, en el musical Shrek, realizado en el Teatro Maipo en Buenos Aires, también le valió la nominación a numerosos premios y reconocimientos, durante las temporadas 2015/2016.
Posteriormente, protagonizó el musical Jekyll and Hyde (2017), en el Teatro Metropolitan de Buenos Aires, obra por la cual obtuvo un Premio Hugo a Mejor Actriz por su personaje, Lucy Harris. El mismo año protagonizó también los musicales The Rocky Horror Show y Rock of Ages, ambos en el teatro Maipo.
La primera mitad de 2018 volvió con una segunda temporada de Rock of Ages en el Teatro Maipo, realizó una versión en inglés de Macbeth en el Metropolitan Sura, en el rol protagónico de Lady Macbeth. El mismo año, además, fue la actriz principal en la obra clásica de Shakespeare "Sueño de una noche de verano", en su adaptación musical en la Gran Vía, Madrid.
En 2019 además de haber sido intérprete en el show de Disney en el Teatro Colon "Disney en Concierto", interpretó a Judy Boone en El curioso incidente del perro a medianoche la obra de Broadway producida The Stage Company en el Teatro Maipo.  
En televisión, participó de exitosas tiras como "Guapas" (Polka) o "Mi amor, mi amor" (Telefe). Además es parte de la serie musical juvenil de Netflix "Go! Vive a tu manera", producida por Kuarzo Entertainment Argentina y Onceloops, que cuenta con 3 temporadas. Además en 2023 es parte de la recientemente estrenada serie infantil-juvenil "STM Sé tu misma" (Disney Channel). 
En su faceta como música y cantante, Melania además tiene un disco solista, "Güera", lanzado en 2020 en todas las plataformas digitales que fue nominado a los Premios Gardel en la categoría "Mejor Ingenieria de sonido"; y que fue producido gracias al aporte de Mecenazgo Cultural de la Ciudad de Buenos Aires. 
En 2022 The Stage Company estrenó en Buenos Aires el musical de Broadway Come From Away, en donde Melania es una de sus protagonistas, interpretando a la piloto Beverley Bass y otros personajes. Por su rol como Beverley Bass recibió una nominación a los Premios Hugo como Mejor Actriz Protagónica y a los Premios ACE como Actriz en musical. 
También el mismo año y durante la misma temporada, Melania volvió a los escenarios con la reposición de dos obras que había protagonizado anteriormente: Shrek, el Musical (Teatro Maipo) y Forever Young (Teatro Picadero).    
En la temporada 2023 Melania estrenó CONSENTIMIENTO (Consent) de la autora británica Nina Raine, en el Teatro Maipo, obra que codirige junto a Carla Calabrese (The Stage Company) y además protagoniza. En la misma obra además Melania realizó el diseño de vestuario, diseño de luces y diseño de escenografia y puesta en escena.
En 2024 dirigió el musical "Avenida Q" en el Teatro Maipo, protagonizado por Lali Vidal y Nacho Perez Cortes, recibiendo múltiples nominaciones a distintos premios como Hugo y ACE.

## Obras

### Teatro
| Año                             | Obra                                        | Rol / Personaje                                                                         | Libro                                                                              | Dirección                                          |
| ------------------------------- | ------------------------------------------- | --------------------------------------------------------------------------------------- | ---------------------------------------------------------------------------------- | -------------------------------------------------- |
| 2024                            | Avenida Q                                   | Directora                                                                               | Jeff Whitty / MÚSICA Y LETRAS Robert Lopez & Jeff Marx                             | Mela Lenoir                                        |
| 2024                            | Entre sombras                               | Brenda (protagónico)                                                                    | Michael Cristofer                                                                  | Bruno Pedicone                                     |
| 2024                            | Come From Away (Madrid)                     | Beverley Bass (protagónico) / Annette                                                   | Autores Irene Sankoff y David Hein / Adaptación: Carla Calabrese y Marcelo Kotliar | Carla Calabrese                                    |
| 2023                            | Consentimiento                              | Co- Directora / Actriz / Diseñode Vestuario / Diseño de Luces / Disseño de Escenografía | Nina Raine                                                                         | Carla Calabrese y Mela Lenoir                      |
| 2022/2023                       | Come from Away                              | Beverley Bass (protagónico) / Anette                                                    | Autores Irene Sankoff y David Hein / Adaptación: Carla Calabrese y Marcelo Kotliar | Carla Calabrese                                    |
| 2022/2023                       | Shrek, el musical                           | Princesa Fiona (protagónico)                                                            | David Lindsay-Abaire                                                               | Carla Calabrese                                    |
| 2022                            | Cuando la lluvia deje de caer               | Vestuarista                                                                             | Andrew Bovell                                                                      | Nicolás Dominici                                   |
| 2019                            | El curioso incidente del perro a medianoche | Judy Boone (protagónico)                                                                | Adaptación: Simon Stephens                                                         | Carla Calabrese                                    |
| 2018                            | Sueño de una noche de verano                | Titania (protagónico)                                                                   | Adaptación: Alice Penn, Emilio Giménez Zapiola & Carla Calabrese                   | Carla Calabrese & Sebastián Prada                  |
| 2018                            | Macbeth                                     | Lady Macbeth (protagónico)                                                              |                                                                                    | James Murray (director teatral)                    |
| 2018                            | Consumo                                     | Brenda                                                                                  | Soledad Galarce                                                                    | Mariano Caligaris                                  |
| 2018/2017                       | Rock of Ages                                | Justice Charlier                                                                        | Chris D'Arienzo                                                                    | Pablo Drutman                                      |
| 2017                            | Disney Momentos Mágicos                     | Elsa (Frozen) / Varios                                                                  |                                                                                    |                                                    |
| 2017                            | Mi querida hermana menor                    |                                                                                         | Beda Docampo Feijóo                                                                | Melania Lenoir                                     |
| 2017                            | Jekyll and Hyde                             | Lucy Harris (Protagónico)                                                               | Leslie Bricusse                                                                    | Sergio Lombardo                                    |
| 2017/2016                       | Rocky Horror Show                           | Magenta (Protagónico) / Trixie                                                          | Richard O'Brien                                                                    | Andie Say                                          |
| 2016                            | La Ofi                                      | Mariana                                                                                 | Emmanuel De Martino                                                                | Emmanuel De Martino                                |
| 2016                            | Melodía Perversa                            | Intérprete                                                                              |                                                                                    | Fabián Luca                                        |
| 2016/2015                       | Shrek, el musical                           | Princesa Fiona (Protagónico)                                                            | David Lindsay-Abaire                                                               | Carla Calabrese                                    |
| 2015/2014                       | Dos pícaros sinvergüenzas                   |                                                                                         |                                                                                    | Marcos Carnevale                                   |
| 2014                            | Según Cole Porter                           | Cole Porter (unipersonal)                                                               | Cole Porter & Belén Caccia                                                         | James Murray (director teatral)                    |
| 2014/2013                       | Canciones degeneradas                       | Intérprete                                                                              |                                                                                    | Fabián Luca                                        |
| 2024 2023/2022 /2019/2014 /2012 | Forever Young                               | Intérprete (Vieja maleducada)                                                           | Ariel Stolier                                                                      | Daniel Casablanca                                  |
| 2012                            | Rescate Emotivo                             | Vestuarista                                                                             | Walter Velázquez                                                                   | Walter Velázquez                                   |
| 2011-2010                       | CHICAGO                                     | Velma Kelly (Protagónico)                                                               | Fred Ebb, Bob Fosse y John Kander                                                  | Gustavo Wons                                       |
| 2011                            | Noche de Reyes                              | Bufón                                                                                   |                                                                                    | Jorge Azurmendi                                    |
| 2010                            | Avenida Q                                   | Kate/Lucy (Protagónico)                                                                 | Robert López, Jeff Marx y Jeff Whitty                                              | Natalia del Castillo                               |
| 2010                            | Los últimos cinco años                      | Actriz (Protagónico)                                                                    | Jason Robert Brown                                                                 | Juan Álvarez Prado                                 |
| 2010                            | Despertar de primavera                      | Asistente de coreografía de Gustavo Carrizo                                             | Frank Wedekind                                                                     | Cris Morena                                        |
| 2009                            | Hedwig and The Angry Inch                   | Intérprete                                                                              | John Cameron Mitchell                                                              | Martín Alomar y Ángeles Pourteau                   |
| 2008                            | RENT                                        | Ensamble, swing, cover Maureen                                                          | Jonathan Larson                                                                    | Valeria Ambrosio y James Murray (director teatral) |
| 2008                            | Pidele al tiempo                            | Diseñadora de vestuario                                                                 | Leo Bosio                                                                          | Leo Bosio                                          |
|                                 | Tape                                        | Actriz y realizadora de maquillaje                                                      | Marcelo Savignone                                                                  | Marcelo Savignone                                  |

### Televisión
| Año       | Título               | Rol / Personaje | Canal          |
| --------- | -------------------- | --------------- | -------------- |
| 2023      | Sé tú misma          | Jackie Boom     | Disney Channel |
| 2022      | Limbo                | Ania            | Star+          |
| 2019      | Go! Vive a tu manera | Isabel          | Netflix        |
| 2014      | Guapas               | Marina          | El Trece       |
| 2013      | Mi amor, mi amor     | Carla           | Telefe         |
| 2012      | Sos mi hombre        |                 | El Trece       |
| 2010-2011 | Frustrados en Baires | Fiona           | Serie web      |
| 2009      | Flor de palabra      | Bailarina       | Telefe         |
| 2009      | Jake & Blake         |                 | Disney Channel |

### Cine
| Año  | Película                                          | Detalle                                               |
| ---- | ------------------------------------------------- | ----------------------------------------------------- |
| 2022 | Una boludez (cortita) - Cortometraje              | Dir. Jano Piccardo / Libro: Juan Bruzzo               |
| 2021 | Limbo... hasta que lo decida                      | Serie Star+ / Dir. Agustina Macri y Fabiana Tiscornia |
| 2018 | La reina del miedo                                | Dir. Valeria Bertucelli                               |
| 2014 | COLONIA DIGNIDAD                                  | Prot. por Emma Watson                                 |
| 2013 | FOCUS                                             | Prot. por Will Smith                                  |
| 2013 | First Man                                         | Sebas López                                           |
| 2008 | Biografía de Billie Holiday                       | Dir: Pablo Ottonello                                  |
| 2006 | En Tren                                           | Dir: Pablo Ottonello                                  |
| 2006 | No me puedo quejar, a mi Saravia siempre me bancó | Dir: Martín Basterretche                              |
| 2005 | La foto                                           | Dir: Gonzalo Roa                                      |
| 2004 | Un día                                            | Ángeles Porteau                                       |

### Música
| Álbum | Año  |                                                                               |
| ----- | ---- | ----------------------------------------------------------------------------- |
| Güera | 2020 | Álbum solista femenino (intérprete y compositora). Nominado a 1 premio Gardel |

### Otros trabajos
| Año            | Título                                           | Detalle           |
| -------------- | ------------------------------------------------ | ----------------- |
| 2021           | All together now (Intérpete - Let it go, Frozen) | Teatro Coliseo    |
| 2020           | BajoBar (ciclo de música en vivo) - Invitada     | El Universal      |
| 2020           | Canta con nosotras (Intérprete - streaming)      | Teatro Astral     |
| 2020           | Concierto Patricio Arellano (Invitada)           | Teatro Picadero   |
| 2019           | Disney en Concierto (Elsa, Frozen)               | Teatro Colón      |
| 2018           | Show Sinfónico                                   | Parque Centenario |
| 2011 2012 2013 | Primeras damas del Musical                       | Teatro Gran Rex   |

### Premios y reconocimientos
| Año  | Premio                         | Categoría                                                                              | Resultado |
| ---- | ------------------------------ | -------------------------------------------------------------------------------------- | --------- |
| 2024 | Premios Hugo                   | Mejor dirección por la direccion de Avenida Q                                          | Nominada  |
| 2024 | Premios ACE                    | Actriz Protagónica en drama y/o comedia por Entre Sombras Vestuario por Entre Sombras  | Nominada  |
| 2023 | Premios ACE                    | Mejor Dirección (Junto a Carla Calabrese) por Consentimiento                           | Nominada  |
| 2023 | Premios ACE                    | Mejor Actriz en Drama por su papel en Consentimiento                                   | Nominada  |
| 2023 | Premios ACE                    | Mejor Escenografia por Consentimiento                                                  | Nominada  |
| 2023 | Premios ACE                    | Mejor diseño de Vestuario por Consentimiento                                           | Nominada  |
| 2023 | Premios ACE                    | Mejor Diseño de iluminación por Consentimiento                                         | Nominada  |
| 2022 | Premios ACE                    | Actriz femenina en musical                                                             | Nominada  |
| 2022 | Premios Hugo al Teatro Musical | Mejor actriz protagónica en Musical, por su papel en Come From Away                    | Nominada  |
| 2021 | Premios Gardel                 | Mejor Ingeniería de Sonido por su álbum "Güera" (Edu Pereyra y Mica Hourbeigt)         | Nominado  |
| 2021 | Premios Konex                  | Intérprete femenina del Musical destacada de la década                                 | Ganadora  |
| 2019 | Premios ACE                    | Mejor actriz de reparto por Judy Boone, en El curioso incidente del perro a medianoche | Nominada  |
| 2017 | Premios Hugo al Teatro Musical | Actuación protagónica femenina por Lucy, en Jekyll & Hyde                              | Ganadora  |
| 2015 | Premios BUE                    | Mejor Actriz en Comedia Musical                                                        | Ganadora  |
| 2011 | Premios BUE                    | Mejor Actriz de reparto por Noche de Reyes                                             | Ganadora  |
| 2018 | Premios Hugo al Teatro Musical | Actuación de reparto femenina por Justice, en Rock of Ages                             | Norminada |
| 2017 | Premios ACE                    | Actuación protagónica femenina en musical por Lucy, en Jekyll & Hyde                   | Nominada  |
| 2016 | Premios Hugo al Teatro Musical | Mejor actriz protagónica por Fiona, en Shrek                                           | Nominada  |
| 2016 | Premios Carlos                 | Mejor cantante femenina en espectáculo, por Fiona en Shrek                             | Nominada  |
| 2014 | Premios Hugo al Teatro Musical | Mejor Actriz en Unipersonal por según Cole Porter                                      | Nominada  |
| 2014 | Premios Florencio Sánchez      | Mejor Actriz en Musical por Forever Young                                              | Nominada  |
| 2014 | Premios ACE                    | Actuación femenina en Musical por Forever Young                                        | Nominada  |
| 2014 | Premios Hugo al Teatro Musical | Actuación femenina en musical por Forever Young                                        | Nominada  |
| 2010 | Premios ACE                    | Revelación por Los últimos cinco años                                                  | Nominada  |
| 2010 | Premios Hugo al Teatro Musical | Revelación por Los últimos cinco años                                                  | Nominada  |